# Rapisma tamilanum
Rapisma tamilanum är en insektsart som beskrevs av P. Barnard 1981. Rapisma tamilanum ingår i släktet Rapisma och familjen Rapismatidae. Inga underarter finns listade i Catalogue of Life.